# Hans Liljenström
Hans Göran Liljenström, född 24 maj 1956 i Eskilstuna Klosters församling i Södermanlands län, är en svensk biofysiker och professor.
Liljenström blev teknologie doktor då han 1987 disputerade på avhandlingen On the efficiency of a biological system – theoretical modelling of protein synthesis vid Kungliga Tekniska högskolan (KTH) i Stockholm och blev docent i teoretisk biofysik där 1996. Han är professor vid Institutionen för energi och teknik vid Sveriges lantbruksuniversitet (SLU) i Uppsala. Han är också ansvarig för forskningscentret Agora for Biosystems, tillsammans med neurofysiolog Peter Århem. 
Liljenströms forskning handlar generellt om icke matematisk modellering av biologiska nätverk och deras dynamik, vilket innefattat såväl biokemiska, genetiska, neurala och ekologiska nätverk. Speciellt har forskningen sedan slutet av 80-talet fokuserats på modellering av olika kognitiva funktioner, såsom perception och minne (främst av lukter), men även beslutsfattande och attitydförändringar. Liljenström är även engagerad i tvärvetenskapliga dialoger kring människans natur och relationen mellan hjärna och medvetande. 
Hans Liljenström är son till Curt Liljenström och Inger von Essen samt sonson till Robert Liljenström. Han är sedan 1981 gift med musikpedagogen Ann-Kristin Liljenström (född Torstenson 1956). De har sönerna Gabriel Liljenström och Michael Liljenström.